# (6701) Warhol
(6701) Warhol (1988 AW1) – planetoida z grupy pasa głównego asteroid okrążająca Słońce w ciągu 4,19 lat w średniej odległości 2,6 j.a. Odkryta 14 stycznia 1988 roku.